# Carlos Biscione
Carlos Biscione (Rosario, Argentina, 31 de enero de 1913-Verónica, Argentina, 1991) fue un escultor argentino.

## Sus comienzos
A los 17 años se inicia en el modelado junto al maestro italiano José Nardi. En paralelo recibe sus primeras lecciones de dibujo con el profesor Fernando Gaspary.
Como uno de sus miembros más joven, integra el jurado del Salón Anual de Santa Fe en 1949, junto a Cesáreo Bernaldo de Quirós, Horacio Butler, Leónidas Gambartes y otros.
De allí en más, los Jurados de los Salones Nacionales y Proviciales requieren su concurso.

## Obras
El crítico y escritor Gudiño Kramer lo considera un estatuario en Potencia y en ese aspecto, caben mencionar sus obras:
- 1947 - Monumento a los Primeros Colonizadores Ciudad de Esperanza, Santa Fe;
- 1950 - Relieves de la Casa de Corrientes, Casa del Teatro en la ciudad de Buenos Aires;
- 1954 - Friso Escultórico de la Casa Central del Hogar Obrero, en la ciudad de Buenos Aires;
- 1949 - Monolito en el Ministerio de Agricultura de la Nación, en la ciudad de Buenos Aires;
- 1950 - Monumento a los Héroes de la Paz, en Quilmes.
- 1953 - Monumento a los hérores del Ghetto de Varsovia - Parque Centenario - ciudad de Buenos Aires - República Argentina;

Sus obras están en numerosas plazas y 

Monumento a los héroes del Ghetto de Varsovia

museos, particularmente en los museos provinciales y en importantes colecciones privadas y oficiales de Argentina y el extranjero[cita requerida].

## Más allá de las fronteras
Sus inquietudes artísticas trascienden las fronteras y junto a Alcira Peñalba, visita Francia y se interesa por la obra que realizan los maestros Zadkine y Sesostri Vitullo.
Con Juan Carlos Castagnino y otros intelectuales argentinos realiza una extensa gira por Europa. En Italia, Austria, Polonia toma contacto con los artistas más destacados, academias, instituciones culturales y museos.
Lleva a China una muestra de originales y reproducciones de artistas argentinos. Es recibido calurosamente por la Unión de Artistas de Pekín. Extiende su itinerario a la ex Unión Soviética y se reencuentra con el gran escultor Estephan Erzia, quien lo introduce en los medios artísticos locales.

## Últimos pasos
En 1987, con el quebranto de su salud a cuesta, que le impide continuar potenciando aún más su obra ya reconocida y consagrada, decide, tal vez buscando su último refugio de paisaje manso, transitar su autenticidad, su conducta y respeto a sí mismo, las calles y la gente del pueblo de Verónica, Provincia de Buenos Aires, junto a su compañera de toda la vida, Aída Sosa de Biscione.
Fallece en Verónica en el 25 de abril del año 1991 .
- Datos: Q5749841